# Ernst Idla

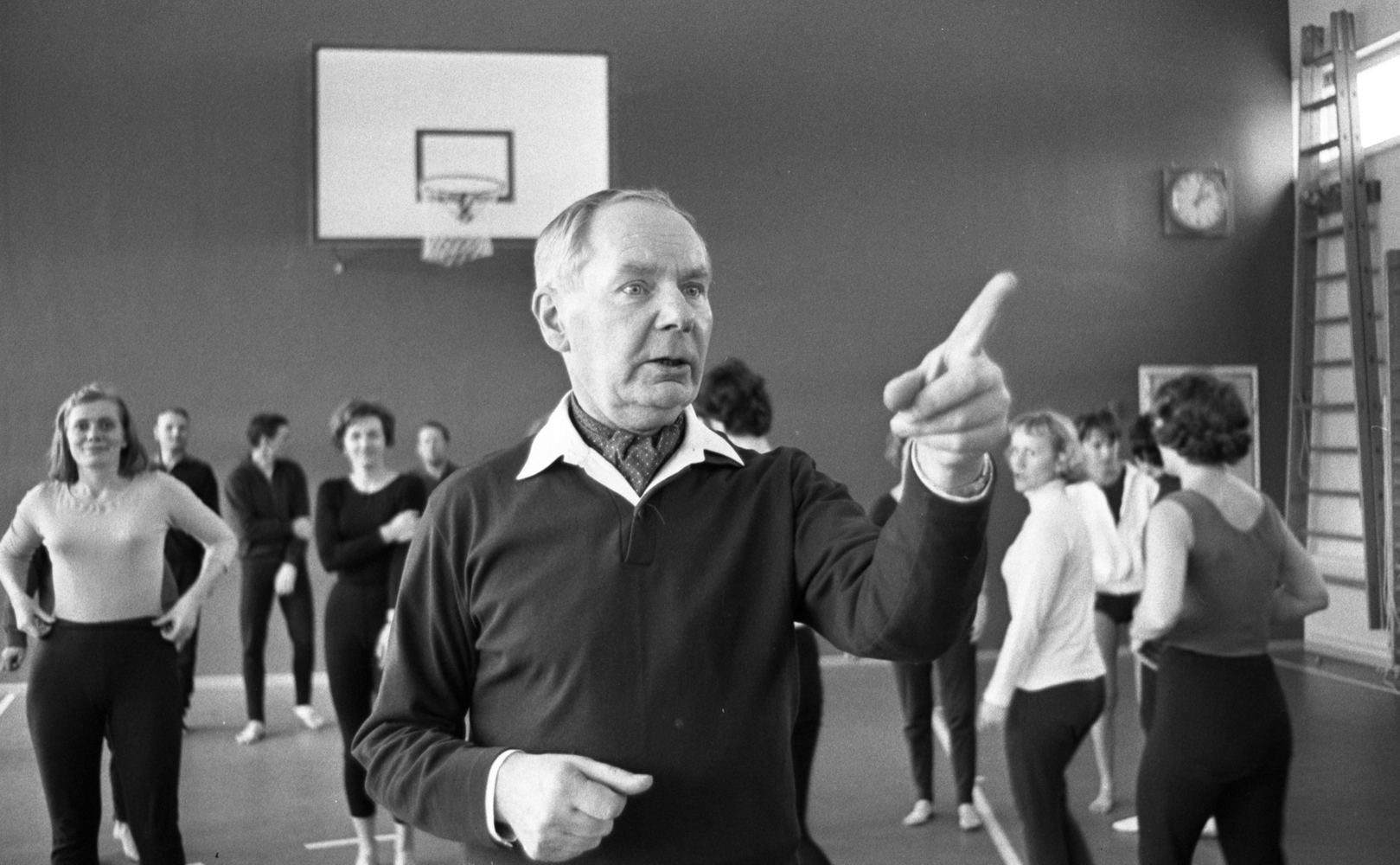
Ernst Idla i en gymnastiksal i Örebro, 16 februari 1966.

Ernst Voldemar Idla född 8 april 1901 på Ōisu herrgård Särevere, Järvamaa, Estland, död 5 december 1980 i Stockholm, kom till Sverige som estnisk flykting vid andra världskrigets slutskede (1944) 43 år gammal och grundade den svenska gymnastikgruppen Idlaflickorna. Med på båten fanns även Leida Leesment som förutom att vara med i uppvisningsgruppen kom att bli hans assistent vid större evenemang, senare startade hon Malmöflickorna 1954.

## Bakgrund
Ernst Idla föddes i Ōisu i Türi kommun i Estland], som son till trädgårdsmästaren Hans Idla och Emilie, född Dubas.
Efter att i början av 1920-talet ha studerat fysiologi, psykologi och medicin vid Deutsche Hochschule für Leibesübungen (DHfL) i Berlin återvände han 1925 till Tallinn. Där började han undervisa i rytmisk gymnastik, dels baserat på egna idéer och dels inspirerad av Rudolf Bode
och danska Niels Bukh. En annan möjlig inspirationskälla är Émile Jaques-Dalcroze. Hans verksamhet kom att bli internationellt känd på 1930-talet.
Han var rikstränare för estländska friidrottsmän inför OS 1928, inspiratör för fysisk fostran i Estland, lektor i metodik
och didaktik på lärarpedagogium i Tallinn, anställd vid estländska rundradion 1929–1940, medgrundare och ledare av de estländska spelen 1934 och 1939 samt grundare och ledare för gymnastikinstitutet i Tallinn 1929–1940.
Han gifte sig 1922 med Leida Klarissa Rebane (född 19 januari 1900 i Tartu – död 29 april 1981 i Danderyd), dotter till köpman Ernst Rebane och Emilie Paap. Deras döttrar, Daisy Idla-Nilsson (född 1924) och Ingrid (född 1929, gift 1952–1957 med läkaren Ilmar Juhans) fortsatte att bygga på faderns livsverk; Ingrid omkom i Estoniakatastrofen 28 september 1994.

## Den rytmiska gymnastikens grundare
Ernst Idla innebar ett paradigmskifte inom svensk gymnastik. De tyska militära gymnastiska metoder som introducerats av Pehr Henrik Ling var mycket isolerade rörelser, men nu kom Ernst Idla med koordinerade rörelser som flöt genom hela kroppen och som framfördes rytmiskt. Träningsprogram omfattade även löpning och bollövningar.
Idla var redan från början negativ till rökning och dess biverkningar men var även engagerad i problematiken runt arbetsskador. Han såg till människan som en helhet och inte bara till hennes hållning och fysiska spänst. Han ansåg att en människas yttre hållning i hög grad påverkas av hennes själstillstånd.
Ernst Idla verkade för en breddning av gymnastiken och han var emot elittänkande. Han ansåg att alla kunde ägna sig åt gymnastik. Hans pedagogik och tanke var en kontinuerlig rörelse som hela tiden övergår i en annan så att ett flow bildas och det yttre är kopplat till det inre ungefär som i qigong och yoga. Han anlitades som lärare runt om i hela världen och hans uppvisningsgrupp har i princip besökt alla jordens länder. Han anses vara en av pionjärerna inom den rytmiska gymnastiken, i vilket fall var det han som gav den substans och startade ett institut där både utövare och ledare utbildades. Idag finns den rytmiska gymnastiken (sedan 1996 – tidigare: rytmisk sportgymnastik) med i Olympiska Spelen och utövas världen runt i Ernst Idlas anda.

## Löpning på Idlas vis
Idla menade att vid löpning skall hela kroppen samverka: benen, armarna, bålen, huvudet – ja allt ska vara med i rörelsen. Han menade att den som enbart springer med benen aldrig får uppleva löpningens tjusning – det blir det bara medicinsmakande träning enligt honom.
Ernst Idla citat: "Åldrandet börjar inte i ansiktet utan i benen."